# Crataegus persimilis
Crataegus persimilis es una especie de planta del género Crataegus, perteneciente a la familia Rosaceae.

## Taxonomía
Crataegus persimilis fue descrita por Charles Sprague Sargent en 1903.

## Distribución
Se encuentra en el territorio sureste de Canadá hasta el noreste y centro-este de Estados Unidos.